# ステンバルク
ステンバルク（ポーランド語: Stębark [ˈstɛmbark]）は、ポーランドのヴァルミア・マズールィ県オストルダ郡に属する村。ドイツ語名はタンネンベルク（Tannenberg。タネンベルクとも転記される）。1410年にポーランド・リトアニア共和国対チュートン騎士団（ドイツ騎士団）の決戦が行われた古戦場として知られ、第一次世界大戦中に発生したドイツ帝国対ロシア帝国の戦いでもその名が知られる。

## 歴史
1270年に近くのオストルダ（Ostróda）にチュートン騎士団が砦を築いてステンバルクを含む一帯を支配し、ステンバルク村をタンネンベルク村と呼んだ。
1410年、この村と隣村グルンヴァルトとの間の平原でポーランド・リトアニア連合軍とチュートン騎士団との決戦（グルンヴァルトの戦い、タンネンベルクの戦い）が行われ、ポーランド・リトアニア連合軍側が大勝利、講和条約（第一次トルニの和約）によってこの一帯は1411年よりポーランド王国の版図に入った。
その後再度チュートン騎士団の残党がこの一帯を徐々に実効支配したが、1466年にポーランド王国とプロイセン同盟義勇兵の連合軍がドイツ騎士団に勝利しオストルダを奪回、この一帯を支配する（第二次トルニの和約）。1525年からプロシア公領。1772年のポーランド分割でプロイセン王国領となり、1945年まではドイツ領東プロイセンに属していた。第一次世界大戦中のタンネンベルクの戦いは、実際にはオルシュティン（アレンシュタイン）付近で戦われたが、古戦場タンネンベルクの名を取って呼称された。
ナチス・ドイツが降伏した際にポーランド領に復帰し今に至る。